# Académie des sciences de Lituanie

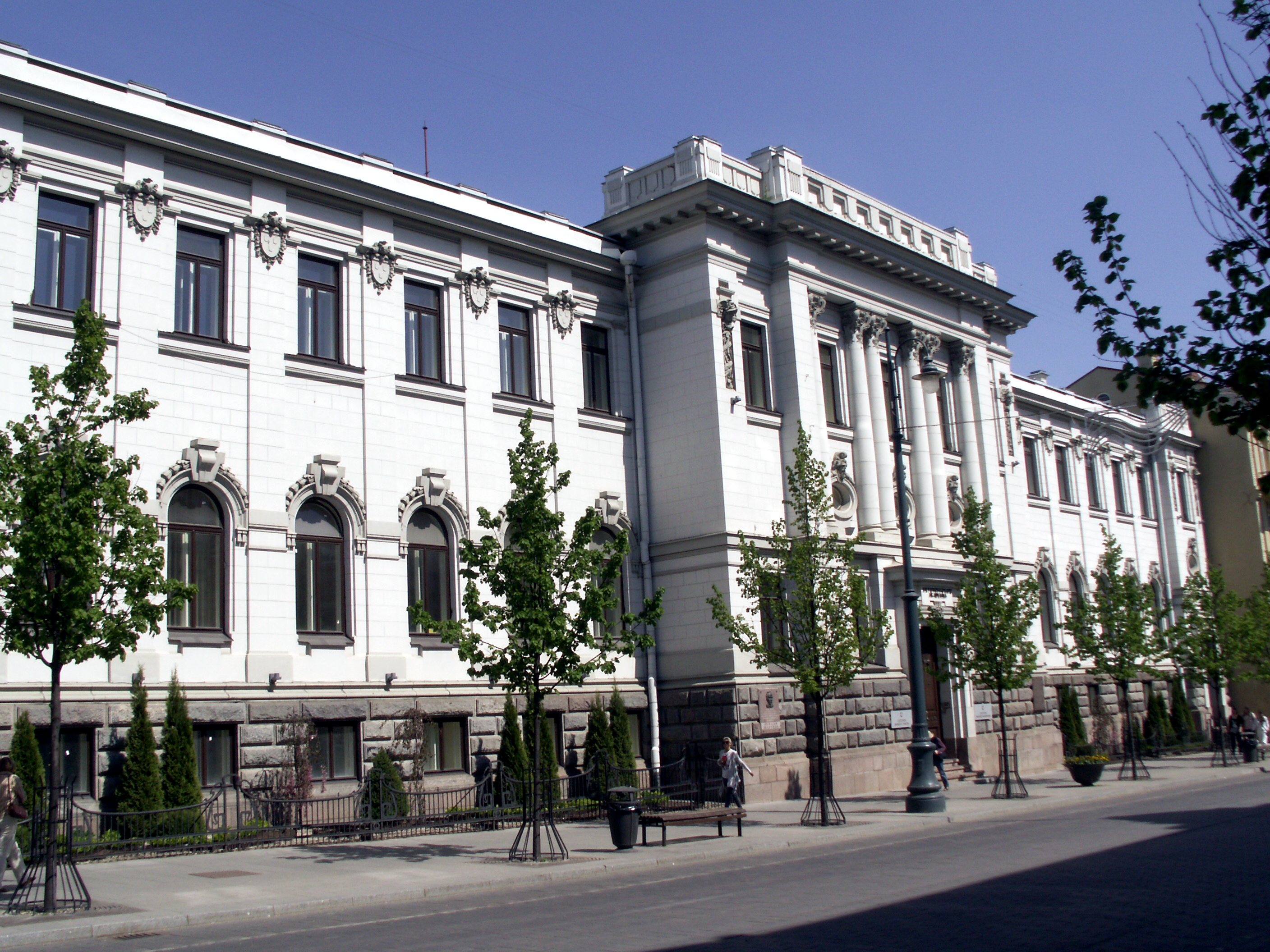
Façade de l'Académie des sciences de Lituanie à Vilnius.

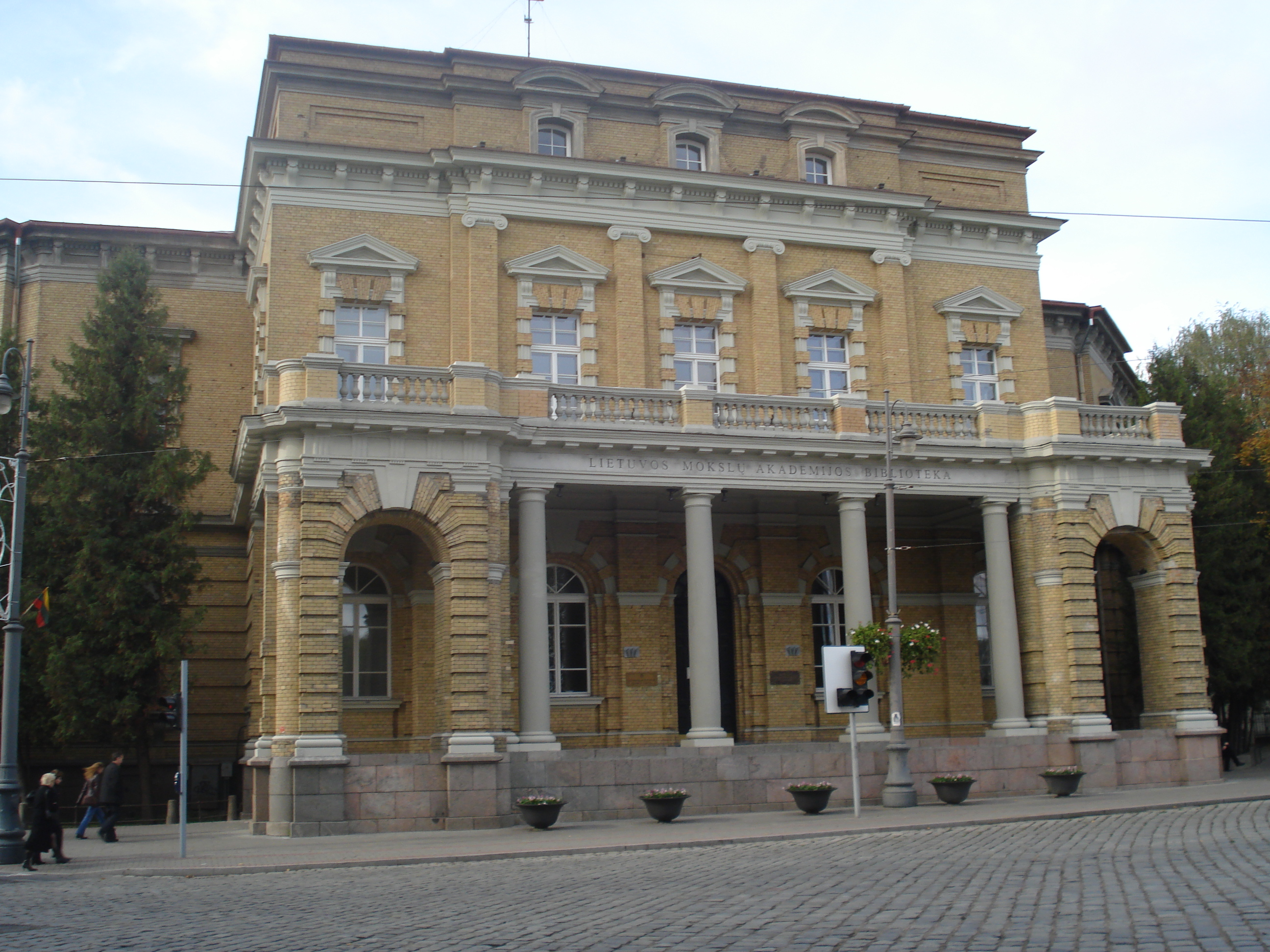
Bibliothèque de l'Académie des sciences de Lituanie.

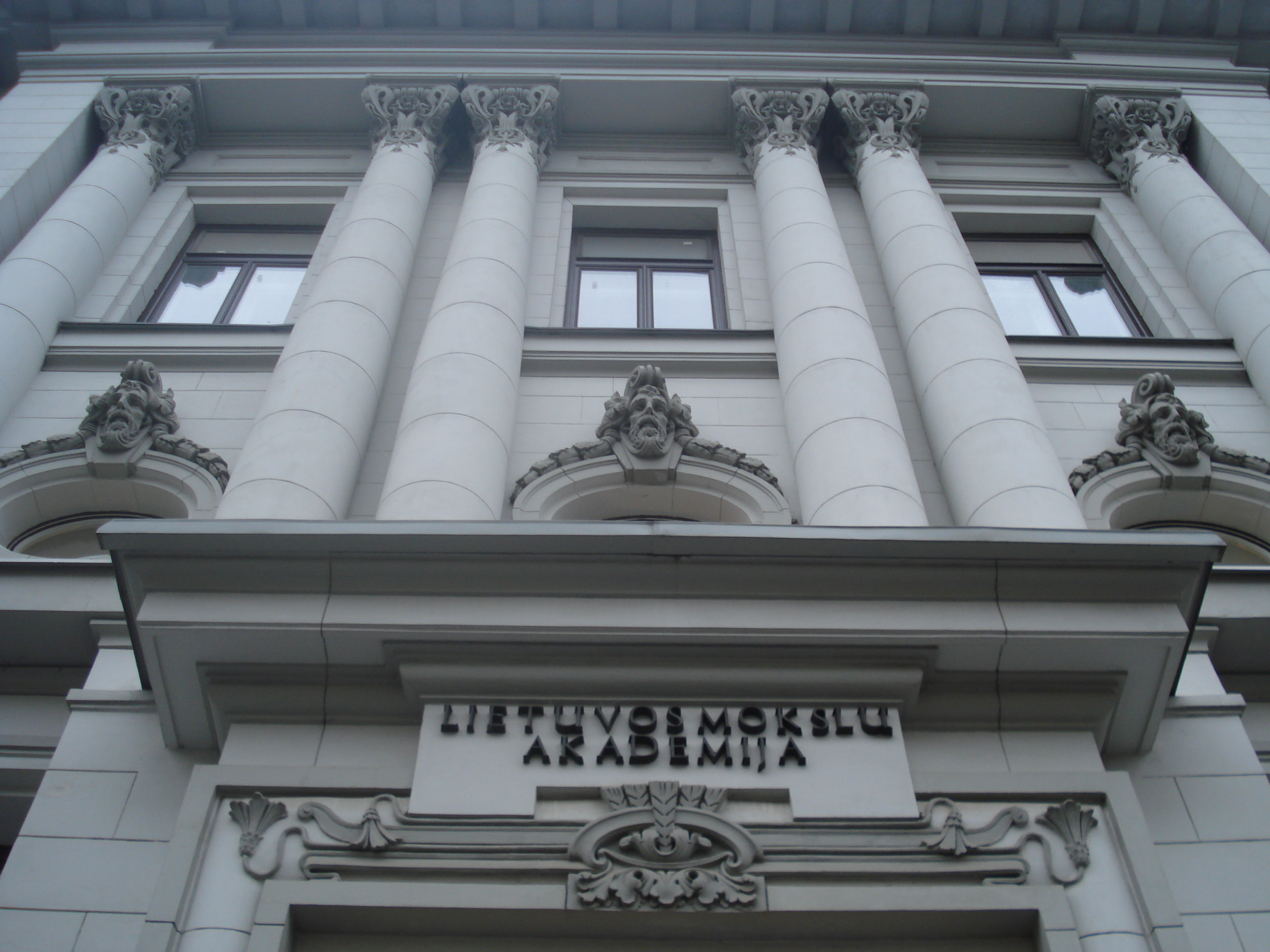
Entrée principale de l'Académie des sciences de Lituanie.

L'Académie des sciences de Lituanie (en lituanien Lietuvos mokslų akademija) est une académie des sciences fondée en 1941 en Lituanie. Le siège de cette société savante est situé à Vilnius.

## Histoire
En 1941, à l'époque de la République socialiste soviétique de Lituanie, fut créée l'Académie des sciences de la RSS de Lituanie (Lietuvos TSR Mokslų akademija).
En 1991, avec la fin du régime soviétique, la recherche scientifique lituanienne fut réorganisée.
Le premier président de l'Académie des sciences lituanienne fut le ministre de l'Éducation puis des Affaires étrangères, Vincas Krėvė-Mickevičius, auquel succédera Mykolas Biržiška, puis Vladas Jurgutis, Juozas Matulis, Juras Požela, Benediktas Juodka et Zenonas Rokus Rudzikas.
L'Académie des sciences de Lituanie est membre du Conseil international pour la science.
Elle a fondé plusieurs institutions et fondations scientifiques. Elle édite des publications et des manuels scolaires. Elle organise des colloques et des conférences. L'Académie remet 15 Prix et récompenses et encourage les jeunes scientifiques et les étudiants à s'engager dans la recherche en accordant chaque année 10 Prix aux jeunes scientifiques et 15 Prix aux étudiants. En 2001, l'Académie a célébré le 60e anniversaire de la remise des Prix. Depuis 2008, en partenariat avec la banque de Lituanie, est organisé le Prix Vlado Jurgučio.

## Départements scientifiques
- Départements des sciences humaines et des sciences sociales, dirigé par le professeur Leonardas Sauka
- Département de chimie, physique et de mathématiques, dirigé par le professeur Valdemaras Razumas
- Département de biologie, médecine et sciences de la terre, dirigé par le professeur Vytas Antanas Tamošiūnas
- Département de l'agriculture et des sciences forestières, dirigée par le professeur Albinas Kusta
- Département des sciences, des techniques et de l'ingénierie, dirigée par le professeur Vytautas Ostaševičius

## Publications
- Acta Medica Lituanica
- Baltica
- Biologija
- Chemija
- Ekologija
- Energetika
- Filosofija. Sociologija
- Geografija
- Geologija
- Lituanistika
- Pheromones
- Menotyra
- Žemės ūkio mokslai